# 张王后 (刘康)
定陶王王后（前1世纪？—？），姓張氏，生卒不详，漢恭皇劉康妻，母鄭禮。
张氏的母亲郑礼是刘康生母傅太后的同母妹妹，她事跡不詳，只知她嫁與劉康及沒有生下兒子。建平元年（前6年），庶子劉欣即皇帝位，追尊已经逝世的父亲刘康为汉恭皇，母丁姬为帝太后，但沒有追封她這位嫡母。当时，她是否已经逝世，已无法查证。